# ケムコ
株式会社ケムコは、ゲームソフト及びゲーム機用周辺機器の販売を行っていた日本の企業。

## 概要
2005年、コトブキグループのゲーム部門・システム開発部門であるコトブキシステムが、事業再編で分社化。携帯電話向けアプリ関連がコトブキソリューションに、コンシューマゲーム部門すなわち家庭用ゲームソフトやゲーム機用のアクセサリー類、周辺機器等の開発・製造・販売が株式会社ケムコに受け継がれた。所在地は東京都新宿区（コトブキソリューション東京支社と同じ）。傘下に米国企業KEMCO U.S.A, INC.があり、コトブキシステムの権利を受け継いでいた。
ゲームソフトよりも、もっぱらPS2用メモリカードなどのゲーム周辺機器で利益を上げていたが、PS3時代になるとメモリーカードが廃止されるなどして収益が立たなくなり、コトブキグループの家庭用ゲーム機向け事業は打ち切られた。その後携帯電話用ゲーム市場の拡大とともに、株式会社ケムコが受け継いでいた「ケムコ」ブランドは、コトブキソリューションに吸収された。株式会社ケムコのドメインもコトブキソリューションに譲渡され、寿グループにも株式会社ケムコの名前はなく、現在は休眠状態にある。
なおKEMCOの由来は、コトブキシステムのブランド名であり、コトブキシステムの母体であるコトブキ技研工業の英語名、"Kotobuki Engineering & Manufacturing Co., Ltd." の頭文字である。コトブキグループ内にはゲーム以外にも、介護用品や産業用機器を扱うケムコ商事など、ケムコの名を関する企業が存在する。

## 製品
ゲームソフト
- "みんなで"わいわい ココトカート（ニンテンドーDS）

周辺機器
- PlayStation 2専用メモリーカード
- ニンテンドーDS用ケース
- PlayStation Portable用ケース